# París-Roubaix 1908
La París-Roubaix 1908 fou la 13a edició de la París-Roubaix. La cursa es disputà el 19 d'abril de 1908 i fou guanyada pel belga Cyrille van Hauwaert, que arribà en solitari a la meta de Roubaix. Una setmana abans ell mateix havia guanyat la segona edició de la Milà-Sanremo.

## Classificació final
|    | Ciclista             | Equip          | Temps       |
| -- | -------------------- | -------------- | ----------- |
| 1  | Cyrille van Hauwaert | Alcyon         | 10h 34' 25" |
| 2  | Georges Lorgeou      | La Française   | + 3' 35"    |
| 3  | François Faber       | Peugeot-Wolber | + 5' 05"    |
| 4  | August Ringeval      | Alcyon         | + 11' 35"   |
| 5  | Louis Trousselier    | Alcyon         | + 21' 35"   |
| 6  | Georges Passerieu    | Peugeot-Wolber | + 23' 35"   |
| 7  | André Pottier        | Peugeot-Wolber | + 24' 35"   |
| 8  | Gustave Garrigou     | Peugeot-Wolber | + 25' 00"   |
| 9  | Émile Georget        | Peugeot-Wolber | + 29' 00"   |
| 10 | Jules Masselis       | Alcyon         | + 32' 00"   |